# Hustota elektrického proudu
Hustota elektrického proudu neboli proudová hustota je intenzivní (udává měrnou hodnotu) vektorová (má velikost a směr) fyzikální veličina popisující lokální rozložení elektrického proudu. Udává velikost proudu protékajícího v daném bodě prostoru jednotkovou plochou kolmou na směr pohybu kladného náboje a tento směr.

## Definice

### Proudová hustota
Značka: {\displaystyle J}
Jednotka SI: ampér na čtverečný metr, značka {\displaystyle \mathrm {Am} ^{-2}}
Hustota elektrického proudu je definována jako součin objemové hustoty {\displaystyle \rho } elektrického náboje a rychlosti {\displaystyle v} jeho nosiče v daném místě, tj.:
{\displaystyle {\boldsymbol {J}}=\rho \,{\boldsymbol {v}}},
její velikost je rovna podílu okamžitého elektrického proudu procházejícího daným elementem průřezu vodiče {\displaystyle \mathrm {d} S_{\perp }} kolmého na střední směr {\displaystyle {\boldsymbol {n}}} pohybu nosičů nábojů, které proud {\displaystyle I} tvoří:
{\displaystyle {\boldsymbol {J}}={\frac {\mathrm {d} I}{\mathrm {d} S_{\perp }}}\,{\boldsymbol {n}}},
což lze v integrálním tvaru zapsat vztahem pro proud {\displaystyle I} celým průřezem vodiče:
{\displaystyle I=\int _{S}{\boldsymbol {J}}\cdot \mathrm {d} {\boldsymbol {S}}}.
V případě, že je proud po průřezu vodiče rozložený rovnoměrně, lze tento vztah zjednodušit na skalární vztah:
{\displaystyle J={\frac {I}{S_{\perp }}}}.

### Délková proudová hustota
Značka: {\displaystyle J_{S}}
Jednotka SI: ampér na metr, značka {\displaystyle \mathrm {Am} ^{-1}}
Délková hustota elektrického proudu je definována jako součin plošné hustoty {\displaystyle \sigma } elektrického náboje a rychlosti {\displaystyle v} jeho nosiče v daném místě, tj.:
{\displaystyle {\boldsymbol {J}}_{S}=\sigma \ {\boldsymbol {v}}},
její velikost je rovna podílu okamžitého elektrického proudu procházejícího daným elementem délky vodiče {\displaystyle \mathrm {d} l} ve středním směru {\displaystyle {\boldsymbol {n}}} pohybu nosičů nábojů, které proud {\displaystyle I} tvoří:
{\displaystyle {\boldsymbol {J}}_{S}={\frac {\mathrm {d} I}{\mathrm {d} l}}{\boldsymbol {n}}},
což lze v integrálním tvaru zapsat vztahem pro proud {\displaystyle I} celým délkovým „průřezem“ vodiče:
{\displaystyle I=\int _{l}{\boldsymbol {J}}_{S}\cdot \mathrm {d} l}.
Hustota plošného elektrického proudu vystupuje ve vztazích teorie elektromagnetického pole formulovaných v diferenciálním tvaru, které se týkají plošných vodičů nebo plošných rozhraní. Příkladem může být rovnice pro změnu vektoru intenzity magnetického pole na plošném rozhraní protékaném proudem o délkové hustotě {\displaystyle {\boldsymbol {J}}_{S}} (jednotkový vektor normály {\displaystyle \mathbf {n} } směřuje z prostředí 2 do prostředí 1):
{\displaystyle {\boldsymbol {n}}\times \left({\boldsymbol {H}}_{1}-{\boldsymbol {H}}_{2}\right)={\boldsymbol {J}}_{S}}.

## Použití

### Ve fyzice
Hustota elektrického proudu vystupuje ve vztazích teorie elektromagnetického pole formulovaných v diferenciálním tvaru. Příkladem mohou být
- rovnice kontinuity, tj. zákon zachování elektrického náboje v diferenciálním tvaru:

{\displaystyle \nabla \cdot {\boldsymbol {J}}+{\frac {\partial \rho }{\partial t}}=0},
- Ohmův zákon v diferenciálním tvaru:

{\displaystyle {\boldsymbol {J}}=\sigma {\boldsymbol {E}}},
- první Maxwellova rovnice:

{\displaystyle \nabla \times {\boldsymbol {H}}={\boldsymbol {J}}_{\mathrm {vol} }+{\frac {\partial {\boldsymbol {D}}}{\partial t}}}.

### V elektrotechnice
Lokální hustota tepelného výkonu (Joulova tepla) uvolňovaného při průchodu elektrického proudu daným prostředím je dána skalárním součinem intenzity elektrického pole {\displaystyle {\boldsymbol {E}}} a hustoty elektrického proudu {\displaystyle {\boldsymbol {J}}} ({\displaystyle P} značí výkon, {\displaystyle V} objem):
{\displaystyle {\frac {\mathrm {d} P}{\mathrm {d} V}}={\boldsymbol {J}}\cdot {\boldsymbol {E}}}.
Uvolňované lokální teplo je tedy přímo úměrné hustotě elektrického proudu a ta je proto vhodnou charakteristikou pro limitaci, která zamezuje účinkům přílišného lokálního zahřátí vodiče. Aby se vodič příliš neohříval, neměla by být hustota při dlouhodobém zatěžování vyšší než cca 4 A/mm2 (u mědi a hliníku).

## Zobecnění
Jako u elektrického proudu lze rozdělit i hustotu na hustotu volného proudu a hustotu proudů vázaných (polarizačních a magnetizačních). Lze ji zobecnit i na případy, kdy nedochází k pohybu nositelů náboje, a definovat tzv. hustotu Maxwellova proudu:
{\displaystyle {\boldsymbol {J}}_{\mathrm {Max} }=\varepsilon _{0}\,{\frac {\partial {\boldsymbol {E}}}{\partial t}}}.